# シンギン・ウィズ・ザ・ビッグ・バンド
『シンギン・ウィズ・ビッグ・バンド』（原題：Singin' with the Big Band）は、バリー・マニロウが1994年に発表したアルバム。発売元はアリスタ・レコード。

## 収録曲
1. シンギン・ウィズ・ビッグ・バンド - "Singin' With The Big Bands" - 2:28
2. センチメンタル・ジャーニー - "Sentimental Journey" - 3:19
3. 天使は歌う - "And the Angels Sing" - 3:04
4. グリーン・アイズ - "Green Eyes" - 3:19
5. アイ・シュッド・ケア - "I Should Care" - 3:02
6. ドント・ゲット・アラウンド・マッチ・エニモア - "Don't Get Around Much Anymore" - 2:58
7. 言い出しかねて - "I Can't Get Started" - 4:29
8. チャタヌーガ・チュー・チュー - "Chattanooga Choo Choo" - 3:24
9. ムーンライト・セレナーデ - "Moonlight Serenade" - 4:50
10. 明るい表通りで - "On the Sunny Side of the Street" - 3:26
11. オール・オア・ナッシング・アット・オール - "All or Nothing at All" - 3:02
12. アイル・ネバー・スマイル・アゲイン - "I'll Never Smile Again" - 3:08
13. センチになって - "I'm Getting Sentimental over You" - 3:27
14. リンゴの木陰で - "Don't Sit Under the Apple Tree (with Anyone Else but Me)" -  2:52
15. アップル・ブロッサム・タイム - "(I'll Be with You) In Apple Blossom Time" - 2:31
16. ・ウェア・ダズ・ザ・タイム・ゴー？ - "Where Does the Time Go?" - 3:10

## 参加ミュージシャン
- バリー・マニロウ – ヴォーカル
- レス・ブラウン・アンド・ヒズ・バンド・オブ・レナウン (2)
- ジミー・ドーシー・オーケストラ (4)
- グレン・ミラー・オーケストラ (8, 14)
- ハリー・ジェームス・オーケストラ (11)
- デューク・エリントン・オーケストラ (6)
- ビル・ワトラス – トロンボーンソロ (13)
- ウォーレン・ルーニング（ドイツ語版） – トランペットソロ (3, 7)
- ローズマリー・クルーニー – ヴォーカル (4)
- ラリー・オブライエン – オーケストラリーダー  (8, 14)
- デック・ハイマン – 指揮者・アレンジャー (3, 7)
- ジョン・ジョイス – バッキング・ヴォーカル
- サイ・オリヴァー – アレンジャー
- ドーナー・デヴィッドソン – バッキング・ヴォーカル